# هایک چاخویان
هایک گارگینی چاخویان (ارمنی: Հայկ Գարեգինի Չախոյան؛ زادهٔ ۱۳ مارس ۱۹۴۸) یک  سیاستمدار اهل ارمنستان است که از تاریخ ۱۹۹۰ تا تاریخ ۱۹۹۵ سمت نمایندگی دوره اول شورای عالی جمهوری ارمنستان را برعهده داشت.

## زندگی‌نامه
در 	۱۳ مارس ۱۹۴۸ در ارمنستان به دنیا آمد . 